# Résolution 820 du Conseil de sécurité des Nations unies
Membres permanents
- Chine
- États-Unis
- France
- Royaume-Uni
- Russie

Membres non permanents
- Allemagne
- Argentine
- Botswana
- Honduras
- Indonésie
- Italie
- Nigéria
- Oman
- République tchèque
- Rwanda

Résolution no 819 Résolution no 821
La résolution 820 du Conseil de sécurité des Nations unies, adoptée le 17 avril 1993, après avoir réaffirmé toutes les résolutions précédentes sur le thème d'un règlement de paix durable en Bosnie-Herzégovine et dans la région, a discuté du plan de paix pour la Bosnie-Herzégovine et des mesures globales pour assurer son mise en œuvre.

## Contenu
Le Conseil a réaffirmé que la pratique du nettoyage ethnique était inacceptable et que toutes les personnes déplacées devaient pouvoir rentrer chez elles. Il a pris note de la résolution 808 (1993) dans laquelle les propositions de création d'un tribunal international ont été confirmées, exprimant en outre son inquiétude quant à la condition des victimes du conflit.
La résolution a ensuite confirmé le plan de paix pour la Bosnie-Herzégovine et son acceptation par deux des parties bosniennes, mais des inquiétudes ont été exprimées quant au rejet par la partie serbe de Bosnie de l'accord sur les arrangements intérimaires. Toutes les parties ont été priées d'observer un cessez-le-feu et de ne plus engager d'autres hostilités, en respectant le droit de la Force de protection des Nations unies (FORPRONU) et des organisations humanitaires internationales d'avoir un accès libre et sans entrave à l'ensemble du pays et d'assurer la sécurité de leur personnel. Les violations du droit international humanitaire ont été condamnées, en particulier le nettoyage ethnique ainsi que la détention et le viol de femmes. Toutes les déclarations faites sous la contrainte ont été déclarées nulles et non avenues.
Le Conseil de sécurité a déclaré son intention d'aider à mettre en œuvre le plan de paix et a demandé au secrétaire général Boutros Boutros-Ghali de lui faire rapport avec des propositions détaillées, notamment le contrôle effectif des armes lourdes, dans les 9 jours suivant l'adoption de la résolution, demandant aux États membres de coopérer avec lui.
La résolution 820 a été adoptée par 13 voix contre zéro et deux abstentions de la partie de la Chine et de la Russie. 

## Sanctions
Le Conseil, agissant en vertu du chapitre VII de la Charte des Nations unies, a alors décidé que les mesures énumérées ci-dessous devaient être mises en œuvre dans un délai de neuf jours à moins que les Serbes de Bosnie ne signent le plan de paix et ne cessent leurs attaques, notant que s'ils devaient continuer, les mesures prendraient effet immédiatement. Les mesures seraient les suivantes :
1. l'importation, l'exportation et le transbordement à travers les zones protégées et les zones contrôlées par les Serbes de Bosnie ne seraient autorisés que par les gouvernements de Croatie ou de Bosnie-Herzégovine, à l'exclusion de l'aide humanitaire ;
2. tous les États devraient, conformément aux résolutions 757 (1992), 760 (1992), 787 (1992) et cette résolution 820, prendre des mesures pour empêcher le détournement de marchandises et de produits destinés à d'autres pays vers la république fédérale de Yougoslavie (Serbie et Monténégro) ;
3. une coopération totale avec la FORPRONU serait exigé pour les missions de contrôle de l'immigration et de douanes prévue dans la résolution 769 (1992) ;
4. toute navigation sur le Danube devrait être autorisée par le comité du Conseil de sécurité, créé par la résolution 724 (1991) ;
5. les navires appartenant à la république fédérale de Yougoslavie, ou sous son contrôle effectif, ou ceux qui violent les résolutions du Conseil de sécurité, se verraient empêcher de traverser les installations fluviales ;
6. les pays riverains du Danube auraient la responsabilité de veiller à ce que le transport maritime soit conforme aux résolutions précédentes ;
7. l'importance des mesures prises et les violations éventuelles devraient être signalées et des sanctions prononcées si nécessaire ;
8. les États détenant des fonds en provenance de la république fédérale de Yougoslavie (Serbie et Monténégro) devraient les geler ;
9. le transport de toutes marchandises et produits à travers les frontières terrestres ou à destination ou en provenance des ports de la République fédérale de Yougoslavie, à l'exclusion des fournitures médicales et alimentaires, de l'aide humanitaire et de celles approuvées par le comité, serait interdites ;
10. les États voisins de la République fédérale de Yougoslavie devraient interdire le passage de tous les véhicules de marchandises et du matériel roulant vers ou hors de la République fédérale de Yougoslavie, à l'exception d'un nombre limité de passages approuvés par le comité ;
11. tous les navires, véhicules et aéronefs soupçonnés d'avoir contrevenu aux résolutions dans l'attente d'une enquête devaient être retenus, les coûts étant répercutés sur leurs propriétaires ;
12. la fourniture de services, à l'exception des services de télécommunications, des services postaux ou des services juridiques seraient interdits ;
13. toute navigation commerciale dans les eaux territoriales au large de la Serbie-et-Monténégro serait interdite.

Le Conseil a confirmé que les mesures ci-dessus ne s'appliqueraient pas à la FORPRONU, à la Conférence internationale sur l'ex-Yougoslavie et à la mission de surveillance de la Communauté européenne. Il a également annoncé que les mesures seraient réexaminées une fois que la partie serbe de Bosnie aurait coopéré de bonne foi avec le plan de paix des Nations unies.

## Voir également
- Dislocation de la Yougoslavie
- Génocide bosniaque
- Guerre de Bosnie-Herzégovine
- Guerre de Croatie
- Guerres de Yougoslavie